# Frühling in Weiß
Frühling in Weiß ist ein deutscher Fernsehfilm der Frühling-Fernsehserie von Oliver Schmitz. Er wurde am 14. Dezember 2014 erstmals im ZDF ausgestrahlt.
Der Film erzählt die Geschichte der Dorfhelferin Katja Baumann, gespielt von Simone Thomalla, die Familien in Notsituationen zur Seite steht und gleichzeitig versucht Frühling in die Herzen der Menschen zu tragen. Es ist der siebte Film einer Reihe in deren Mittelpunkt ein Dorf mit Namen Frühling steht, das sich dieses Mal in einem Winterkleid präsentiert.
Marco Girnth ist in einer wiederkehrenden Rolle als Tierarzt Mark Weber besetzt und Carolyn Genzkow als Katjas Tochter Kiki. Caroline Ebner hat in dieser Folge ihren ersten Auftritt als Dr. Stefanie Felicitas Schneiderhahn. Die Haupt-Gaststars dieser Folge sind Kai Wiesinger, Aglaia Szyszkowitz, Gloria Endres de Oliveira, Horst Sachtleben, Constantin von Jascheroff, Florentine Lahme und Christina Rainer.

## Handlung
In dem verschneiten kleinen bayerischen Dorf „Frühling“ muss der Bergbauer Karl Tischler überraschend ins Krankenhaus. Die Dorfhelferin Katja Baumann soll sich deshalb um den Hof und die Tiere kümmern. Wie sie von dem alten Herrn erfährt, hatte er gerade einen Mietvertrag unterzeichnet, wonach er sein halbes Haus an einen „Großkopferten“ vermietet hat, der in Kürze eintreffen will. Katja sieht sich als erstes auf dem Hof um und muss erst einmal die Kühe zusammentreiben, die auf der verschneiten Alm weiden. Erstaunt findet sie dort eine Herde Schottischer Hochlandrinder vor. Während sie noch überlegt, wie sie mit dieser Rasse umgehen muss, trifft Familie Liebherr ein. Katja bemerkt sofort, dass die Beziehung von Vater, Mutter und Tochter sehr angespannt ist. Elke Liebherr nörgelt nur an ihrem Mann Walter herum, der kränker zu sein scheint, als er zugibt. Mit diversen Medikamenten hält er sich über Wasser und ist rührend um Frau und Tochter Pia bemüht. Die beiden sind allerdings von ihrer primitiven Unterkunft sehr genervt. Elke Liebherr gesteht Katja, dass ihre Tochter drogenabhängig wäre und der Urlaub in dieser Einöde ein kalter Entzug werden soll. Dabei muss Katja ihr klarmachen, dass sie nur für die Tiere auf dem Hof zuständig ist und nicht für die Belange der neuen Mieter. Trotzdem kann sie nicht anders und versucht auch dafür zu sorgen, dass es ihnen gelingt, ihre Ehe- und Familienkrise zu lösen.
Am nächsten Tag trifft Katja im Dorf auf Pia, die ganz allein den beschwerlichen Weg von der Alm in den Ort gelaufen ist. Während sie versucht mit ihr zu reden und Vertrauen aufzubauen, sind Pias Eltern vor Sorge um ihre verschwundene Tochter genervt. Zudem machen sie Katja dafür verantwortlich, dass das Umzugsunternehmen die falschen Möbel angeliefert hat. Eine Reklamation ist zwecklos, da es auf der Alm meist keinen Handyempfang gibt und ein einsetzender Schneesturm den Hof von der Außenwelt abschneidet. Auch Katja kann nicht zurück und muss die nächste Zeit zusammen mit den neuen Mietern aushalten. Zwischen denen spitzt sich der Konflikt immer mehr zu und glücklicherweise ist die Dorfhelferin da um die eine oder andere Situation zu entschärfen. Pia gesteht ihr zum Beispiel, dass gar nicht sie drogenabhängig ist, sondern ihr Freund. Dagegen werfen sich die Eltern gegenseitige Untreue vor, was in Elke Liebherrs Fall sogar stimmt, wogegen ihr Mann einen erlittenen Herzinfarkt verschweigt, woraus seine Heimlichkeiten entstanden waren. Er wollte nicht, dass aus der einmal vorhanden gewesenen Liebe seiner Frau nur Mitleid wird. Im tagelangen Zusammensein der Vier entwickelt sich immer mehr Normalität und Bewusstsein für das Wesentliche. Es gelingt den Eheleuten wieder miteinander zu reden und zu lachen. Plötzlich erleidet Walter Liebherr in der Einsamkeit der Berge einen erneuten Herzanfall und Katja versucht mit den vorhandenen Mitteln das Leben des Mannes zu retten. Der Versuch Elke Liebherrs, Hilfe zu holen, scheitert an dem noch immer tobenden Schneesturm. Glücklicherweise klart der Himmel am nächsten Tag auf und ein Rettungshubschrauber kann landen und Walter Liebherr in die Klinik bringen. Dort muss Katja jedoch erfahren, dass Karl Tischler inzwischen verstorben ist.
Für Familie Liebherr ist ihre Krise überwunden, nachdem sie erfahren mussten, wie schnell sie alle in Lebensgefahr geraten waren. Im Privatleben von Katja dagegen ist die Beziehung zu dem Tierarzt Mark Weber weiterhin auf „Eis gelegt“, denn Marks alte Freundin Sophie ist immer noch bei ihm. Zu Katjas Kummer kündigt sie an, ganz zu Mark ziehen zu wollen. Zusätzlich gerät sie in einen Interessenkonflikt zwischen ihrer Arbeit und ihren eigenen Bedürfnissen, sodass sie ernsthaft überlegt, wieder zurück nach München zu gehen.

## Produktion
Die Episode wurde vom ZDF in Zusammenarbeit mit UFA Fiction und „Seven Dogs Filmproduktion“ und teamWorx Television & Film produziert und im Rahmen der ZDF-„Herzkino“-Reihe gesendet.
Frühling in Weiß wurde am 26. Dezember 2014 auch in Österreich ausgestrahlt.

## Rezeption

### Einschaltquote
Bei der Erstausstrahlung am 14. Dezember 2014 wurde Frühling in Weiß in Deutschland von 5,07 Millionen Zuschauern gesehen, was einem Marktanteil von 14,4 Prozent entsprach.

### Kritik
Rainer Tittelbach von tittelbach.tv kam zu dem Urteil: „‚Frühling in Weiß‘, der siebte Film aus der ZDF-‚Herzkino‘-Reihe mit Simone Thomalla als Dorfhelferin, nutzt erstmals die Möglichkeiten Oberbayerns im Winter: eingeschneit auf einer Almhütte! Leider ist der Film in der Ausführung – trotz hochkarätiger Gastschauspieler – nicht so gut gemacht wie dramaturgisch gedacht. Die an sich ansehnliche ‚Frühling‘-Reihe verschenkt ihre Themen, indem sie sie an eine oberflächliche Kontrastdramaturgie verrät. Die sozialen Probleme und familiären Konflikte verkommen zu bloßem Plot-Futter. Am Ende bleibt nur ein diffuser moralischer Appell zu mehr Ehrlichkeit & Wahrheitsliebe.“
Die Kritiker der Fernsehzeitschrift TV Spielfilm hielten den „Daumen“ bei dieser Folge „gerade“ und kamen zu dem Ergebnis: „Plätschert grundsolide vor sich hin.“